# Nekrolog 1680
Nekrolog
◄◄
| ◄
| 1676
| 1677
| 1678
| 1679
| 1680 | 1681 | 1682 | 1683 | 1684 | ► | ►►
Weitere Ereignisse | Allgemeiner Nekrolog 1680
Die Beschreibung der verstorbenen Person sollte so kurz wie möglich gehalten sein und nur deren signifikante Tätigkeit(en) enthalten.
Neue Namen ggf. auch unter dem Geburts- und Sterbedatum, also etwa unter 1. Januar und im Geburts- und Sterbejahr (2024) eintragen (nur bei entsprechender großer Wichtigkeit). Für Beispiele siehe die schon vorhandenen Artikel.
Außerdem über die fünf zuletzt Verstorbenen, zu denen es einen ausreichend guten Artikel für eine Präsentation auf der Hauptseite gibt, nach der todesbedingten Überarbeitung der Artikel ggf. auch unter Wikipedia Diskussion:Hauptseite informieren und sie am besten auch in den anderen Wikipedia-Sprachversionen eintragen. Tipp: Regelmäßig bei news.google.de nach „ist tot“, „gestorben“ oder „verstorben“ suchen.
Wenn eine Person gestorben ist, gibt es viele Seiten zu dieser Person in der Wikipedia, die davon auch betroffen sind und entsprechend aktualisiert werden müssen. Beispiele: Namenübersichtsseite, Geburtsjahr, Geburtsort-Seiten und viele mehr.
Wie finde ich die betroffenen Seiten?
Im Suchfeld auf der linken Seite gibt man den Suchbegriff so ein: „Vorname Nachname“. Dann klickt man auf Volltext und alle Seiten mit entsprechendem Suchtext werden aufgerufen. Hier sieht man dann schnell, wo auch das Todesjahr Sinn macht oder sogar ein Teil des Artikels angepasst werden muss. Auch hilft das „Werkzeug“ auf der linken Seite sehr gut, um solche Seiten aufzufinden: „Links auf diese Seite“. Somit ist die Wikipedia wieder aktuell in allen Bereichen! Hinweis: bei Eintragung der Kategorie „Gestorben JAHR“ wird der Missbrauchsfilter 49 ausgelöst, was jedoch nicht schlimm ist. Siehe: Spezial:Missbrauchsfilter/49
Dies ist eine Liste von im Jahr 1680 verstorbenen bekannten Persönlichkeiten. Die Einträge erfolgen innerhalb der einzelnen Daten alphabetisch sortiert. Tiere sind im Nekrolog für Tiere zu finden.

## Februar
| Tag         | Name                    | Beruf, bekannt als                                                | Alter | Beleg |
| ----------- | ----------------------- | ----------------------------------------------------------------- | ----- | ----- |
| 8. Februar  | Elisabeth von der Pfalz | älteste Tochter des Kurfürsten Friedrich V., Äbtissin von Herford | 61    |       |
| 17. Februar | Jan Swammerdam          | niederländischer Naturforscher, Begründer der Präformationslehre  | 43    |       |
| 22. Februar | Catherine Monvoisin     | französische Giftmischerin                                        |       |       |

## März
| Tag      | Name                                 | Beruf, bekannt als                                                                            | Alter | Beleg |
| -------- | ------------------------------------ | --------------------------------------------------------------------------------------------- | ----- | ----- |
| 4. März  | Deifebo Burbarini                    | italienischer Maler                                                                           |       |       |
| 4. März  | Heinrich Christoph Metzsch           | deutscher Domdechant des Hochstifts Merseburg, Stiftsrat und Rittergutsbesitzer               |       |       |
| 6. März  | Claudia Franziska von Nassau-Hadamar | deutsche Adlige aus dem Haus Nassau-Hadamar, Ehefrau des Fürsten von Lobkowitz                | 19    |       |
| 6. März  | Henry Frederick Thynne, 1. Baronet   | englischer Adliger                                                                            | 65    |       |
| 12. März | John Cranston                        | englischer Arzt, Politiker und Offizier                                                       |       |       |
| 17. März | François de La Rochefoucauld         | französischer Schriftsteller                                                                  | 66    |       |
| 20. März | Johann Heinrich Schmelzer            | österreichischer Violinist, Komponist und Kapellmeister                                       |       |       |
| 21. März | Weiprecht von Gemmingen              | Grundherr auf Burg Hornberg, in Treschklingen, Rappenau, Babstadt, Michelfeld und Wolfskehlen | 71    |       |
| 22. März | Raban von Canstein                   | kurbrandenburgischer Geheimrat und Kammerpräsident                                            | 62    |       |
| 23. März | Nicolas Fouquet                      | französischer Finanzminister unter Ludwig XIV.                                                | 65    |       |
| 28. März | Kaspar von Deginck                   | Ratsherr der Hansestadt Lübeck                                                                |       |       |
| 000März  | Michel de Pure                       | französischer Schriftsteller                                                                  | 59    |       |

## April
| Tag       | Name                              | Beruf, bekannt als                           | Alter | Beleg |
| --------- | --------------------------------- | -------------------------------------------- | ----- | ----- |
| 1. April  | David Denicke                     | deutscher Jurist und Kirchenlieddichter      | 77    |       |
| 4. April  | Peter Lambeck                     | deutscher Historiker und Bibliothekar        | 51    |       |
| 13. April | Simon Pauli                       | deutsch-dänischer Arzt und Botaniker         | 76    |       |
| 13. April | Shivaji                           | Anführer der Marathen                        | 50    |       |
| 14. April | Paulus Ulmann                     | Schweizer katholischer Theologe              | 67    |       |
| 17. April | Kateri Tekakwitha                 | indianische Jungfrau, Heilige                |       |       |
| 19. April | Marie Hedwig von Hessen-Darmstadt | Herzogin von Sachsen-Meiningen               | 32    |       |
| 24. April | Christoph Schrader                | deutscher Rhetoriker und Bibliothekar        | 78    |       |
| 25. April | Luise von Anhalt-Dessau           | Herzogin von Liegnitz-Brieg-Wohlau und Ohlau | 49    |       |
| 29. April | Nicolas Cotoner                   | Großmeister des Malteserordens               |       |       |
| April     | Johannes Heinsius                 | Gouverneur von Suriname                      |       |       |

## Mai
| Tag     | Name                                | Beruf, bekannt als                                                                              | Alter | Beleg |
| ------- | ----------------------------------- | ----------------------------------------------------------------------------------------------- | ----- | ----- |
| 6. Mai  | Johann Möller                       | deutscher Dichter, Jurist und Bürgermeister                                                     | 57    |       |
| 8. Mai  | Anna Maria von Brandenburg-Bayreuth | Fürstin von Eggenberg                                                                           | 70    |       |
| 11. Mai | Henry de Béthune                    | französischer Bischof und Erzbischof                                                            | 75    |       |
| 11. Mai | Heinrich Uffelmann                  | deutscher evangelischer Theologe                                                                | 39    |       |
| 13. Mai | Johann Ernst Pistoris               | deutscher Oberhofrichter und Prinzipalgesandter bei den Verhandlungen zum Westfälischen Frieden | 75    |       |
| 14. Mai | Heinrich von Friesen der Jüngere    | Rittergutsbesitzer, Diplomat und Direktor des Geheimen Rats                                     | 69    |       |
| 18. Mai | Michael Ludovici                    | deutscher lutherischer Theologe                                                                 | 78    |       |
| 20. Mai | Yun Hyu                             | koreanischer Philosoph, Dichter, Politiker und Künstler                                         | 62    |       |
| 27. Mai | Johann Georg Bendl                  | deutscher Bildhauer                                                                             |       |       |
| 29. Mai | Abraham Megerle                     | deutscher Komponist und Kirchenmusiker                                                          | 73    |       |
| 31. Mai | Joachim Neander                     | deutscher Pastor, Kirchenlieddichter und Komponist                                              |       |       |

## Juni
| Tag      | Name                         | Beruf, bekannt als                                                                     | Alter | Beleg |
| -------- | ---------------------------- | -------------------------------------------------------------------------------------- | ----- | ----- |
| 2. Juni  | Laurent Drelincourt          | französischer reformierter Pastor und Schriftsteller                                   | 55    |       |
| 4. Juni  | August                       | Herzog von Sachsen-Weißenfels, Fürst von Sachsen-Querfurt, Administrator von Magdeburg | 65    |       |
| 4. Juni  | Tokugawa Ietsuna             | japanischer Shogun                                                                     | 38    |       |
| 8. Juni  | Bader-Ann                    | deutsches Opfer eines Hexenprozesses                                                   | 61    |       |
| 9. Juni  | Hartmann Jacobi              | deutscher Verwaltungsjurist und Kanzler                                                |       |       |
| 12. Juni | Matthias Koch von Gailenbach | Augsburger Patrizier und Kaufmann                                                      |       |       |
| 14. Juni | Sophia Báthory               | Ehefrau von Georg II. Rákóczi, Fürst von Siebenbürgen                                  |       |       |

## Juli
| Tag      | Name                              | Beruf, bekannt als                                                  | Alter | Beleg |
| -------- | --------------------------------- | ------------------------------------------------------------------- | ----- | ----- |
| 3. Juli  | Bartholomaeus Winterhalder        | deutscher Bildhauer                                                 |       |       |
| 5. Juli  | Christoph Lamberg                 | deutscher gräflich-stolbergischer Hofprediger und Kirchenrat        | 53    |       |
| 10. Juli | Louis Moréri                      | französischer Enzyklopädist                                         | 37    |       |
| 18. Juli | Johann Ludwig Hartmann            | deutscher evangelischer Theologe und Volksschriftsteller            | 40    |       |
| 19. Juli | Anton Ulrich                      | württembergischer Herzog                                            | 18    |       |
| 26. Juli | John Wilmot, 2. Earl of Rochester | englischer Dichter und Vertrauter König Karls II. und Samuel Pepys' | 33    |       |
| 29. Juli | Johann Georg Hegel                | lutherischer Pfarrer in Württemberg                                 | 64    |       |

## August
| Tag        | Name                      | Beruf, bekannt als                                                            | Alter | Beleg |
| ---------- | ------------------------- | ----------------------------------------------------------------------------- | ----- | ----- |
| 3. August  | Tomáš Pešina z Čechorodu  | tschechischer Historiker und Schriftsteller                                   | 50    |       |
| 4. August  | Wolfgang Ernst von Eller  | kurbrandenburger Generalmajor, Geheimer Kriegsrat sowie Gouverneur von Minden |       |       |
| 10. August | Konrad Viktor Schneider   | deutscher Mediziner                                                           |       |       |
| 11. August | Giacomo Filippo Nini      | italienischer Kardinal                                                        |       |       |
| 12. August | Tobias Wagner             | württembergischer evangelischer Theologe                                      | 82    |       |
| 13. August | Wilhelm von Elswig        | deutscher Kaufmann und Ratsherr der Hansestadt Lübeck                         |       |       |
| 16. August | Jakob Andreas Crusius     | deutscher Jurist                                                              | 43    |       |
| 19. August | Johannes Eudes            | französischer Ordensgründer und Heiliger                                      | 78    |       |
| 22. August | Christoph Abraham Walther | deutscher Bildhauer                                                           |       |       |
| 23. August | Thomas Blood              | irischer Dieb und Abenteurer                                                  |       |       |
| 24. August | Ferdinand Bol             | niederländischer Maler                                                        |       |       |
| 25. August | Simeon Polozki            | russischer Mönch und Schriftsteller                                           |       |       |
| 27. August | Joan Cererols             | spanischer Benediktiner und Komponist                                         |       |       |
| 28. August | Karl I. Ludwig            | Kurfürst von der Pfalz                                                        | 62    |       |
| August     | Jonas Wolff               | deutscher Maler                                                               |       |       |

## September
| Tag           | Name                                         | Beruf, bekannt als                                                            | Alter | Beleg |
| ------------- | -------------------------------------------- | ----------------------------------------------------------------------------- | ----- | ----- |
| 1. September  | Anna Sophia von Pfalz-Zweibrücken-Birkenfeld | Äbtissin des Stifts Quedlinburg                                               | 61    |       |
| 1. September  | Johann Georg II.                             | Kurfürst von Sachsen                                                          | 67    |       |
| 2. September  | Goswin Droste zu Vischering                  | Dombursar im Domkapitel Münster und Amtsdroste in Dülmen                      |       |       |
| 3. September  | Anna Elisabeth von Anhalt-Bernburg           | Herzogin von Württemberg-Bernstadt                                            | 33    |       |
| 4. September  | Wilderich von Walderdorff                    | katholischer Bischof der Diözese Wien                                         |       |       |
| 7. September  | Franz Jünger                                 | Bürgermeister von Dresden (1679–1680)                                         | 67    |       |
| 11. September | Go-Mizunoo                                   | Tennō von Japan                                                               | 84    |       |
| 11. September | Marco Uccellini                              | italienischer Komponist des Barock                                            |       |       |
| 12. September | Per Brahe der Jüngere                        | schwedischer Staatsmann                                                       | 78    |       |
| 12. September | Martin Geier                                 | deutscher lutherischer Theologe                                               | 66    |       |
| 14. September | Johannes Centurio Macasius                   | deutscher Mediziner, Philosoph und Stadtphysikus                              |       |       |
| 14. September | Gottlieb Schröffl                            | Bürgermeister von Steyr, Eisenobmann, Vorstand Innerberger Hauptgewerkschaft  | 70    |       |
| 21. September | Anton Weck                                   | kurfürstlich sächsischer Rat, Geheimer Sekretär, Autor einer Dresdner Chronik | 57    |       |
| 24. September | Philipp Lohmeier                             | deutscher Mathematiker                                                        | 31    |       |
| 25. September | Samuel Butler                                | englischer Dichter                                                            | 68    |       |
| 28. September | Johannes Duraeus                             | schottischer presbyterianischer Theologe                                      |       |       |
| 29. September | Mario Alberizzi                              | italienischer Kardinal und Bischof                                            | 70    |       |
| 30. September | Johann Grueber                               | Missionar                                                                     | 56    |       |

## Oktober
| Tag         | Name                     | Beruf, bekannt als                                                      | Alter | Beleg |
| ----------- | ------------------------ | ----------------------------------------------------------------------- | ----- | ----- |
| 1. Oktober  | Pietro Simone Agostini   | italienischer Komponist                                                 |       |       |
| 1. Oktober  | Pierre-Paul Riquet       | französischer Ingenieur                                                 | 71    |       |
| 4. Oktober  | Jacobus Mancadan         | niederländischer Maler und Politiker des Goldenen Zeitalters            |       |       |
| 10. Oktober | Jacob Tappe              | deutscher Mediziner und Professor für Medizin der Universität Helmstedt | 77    |       |
| 13. Oktober | Lelio Colista            | italienischer Komponist und Lautenist                                   | 51    |       |
| 13. Oktober | François Roberday        | französischer Komponist und Organist des Barock                         | 56    |       |
| 15. Oktober | Bedřich Bridel           | Jesuit und religiöser Schriftsteller                                    |       |       |
| 16. Oktober | Raimondo Montecuccoli    | österreichischer Feldherr, Diplomat und Staatsmann                      | 71    |       |
| 19. Oktober | Jacob Weckmann           | deutscher Komponist und Organist                                        |       |       |
| 20. Oktober | Carlo Carafa della Spina | Bischof von Aversa, Kardinal und Apostolischer Nuntius                  |       |       |
| 21. Oktober | Margareta II. von Dassel | Äbtissin des Klosters Medingen                                          | 39    |       |
| 25. Oktober | Johannes Praetorius      | deutscher Schriftsteller und Gelehrter                                  | 50    |       |
| 27. Oktober | Anton I. von Aldenburg   | Reichsgraf und Statthalter der Grafschaften Oldenburg und Delmenhorst   | 47    |       |
| 30. Oktober | Antoinette Bourignon     | belgische Mystikerin und Separatistin                                   | 64    |       |

## November
| Tag          | Name                        | Beruf, bekannt als                                                                               | Alter | Beleg |
| ------------ | --------------------------- | ------------------------------------------------------------------------------------------------ | ----- | ----- |
| 2. November  | Bernardino Rocci            | italienischer Geistlicher                                                                        | 53    |       |
| 5. November  | Johann Georg Lohmeyer       | deutscher Hochschullehrer und Rektor                                                             |       |       |
| 6. November  | Gillis Valckenier           | Bürgermeister von Amsterdam                                                                      | 57    |       |
| 18. November | Baldassare Ferri            | italienischer Soprankastrat                                                                      | 69    |       |
| 22. November | Prokop von Templin          | deutscher Schriftsteller und geistlicher Liederdichter                                           |       |       |
| 23. November | Michael Kasimir Radziwiłł   | litauischer Adeliger, Magnat, Staatsmann, Heerführer und Reichsfürst im Heiligen Römischen Reich | 45    |       |
| 23. November | Jakob Sahme                 | deutscher Philologe und evangelischer Theologe                                                   | 51    |       |
| 27. November | Athanasius Kircher          | deutscher Universalgelehrter und Autor                                                           | 78    |       |
| 28. November | Gian Lorenzo Bernini        | italienischer Bildhauer und Architekt                                                            | 81    |       |
| 28. November | Giovanni Francesco Grimaldi | italienischer Maler und Architekt                                                                |       |       |
| 30. November | Peter Lely                  | britischer Maler niederländischer Herkunft                                                       | 62    |       |
| 30. November | Christof Sand der Jüngere   | unitarisch-humanistischer Theologe und Schriftsteller                                            | 36    |       |

## Dezember
| Tag          | Name                                   | Beruf, bekannt als                                                | Alter | Beleg |
| ------------ | -------------------------------------- | ----------------------------------------------------------------- | ----- | ----- |
| 4. Dezember  | Thomas Bartholin                       | dänischer Anatom                                                  | 64    |       |
| 4. Dezember  | Petronio Franceschini                  | italienischer Komponist und Cellist                               | 29    |       |
| 8. Dezember  | Joel Langelott                         | deutscher Arzt und Alchemist                                      | 63    |       |
| 14. Dezember | Johann Conrad Spölin                   | Bürgermeister der Reichsstadt Heilbronn (1673–1680)               | 65    |       |
| 16. Dezember | Hans Hinüber                           | deutscher Postmeister                                             | 61    |       |
| 20. Dezember | Elisabeth Sophia von Sachsen-Altenburg | Herzogin von Sachsen-Gotha und Altenburg                          | 61    |       |
| 23. Dezember | Heinrich Rudolph Redeker               | deutscher Rechtswissenschaftler, Hochschullehrer und Geheimer Rat |       |       |
| 29. Dezember | William Howard, 1. Viscount Stafford   | britischer Landbesitzer und Royalist                              | 66    |       |
| Dezember     | Johann Georg von Merckelbach           | deutscher Hofrat                                                  |       |       |

## Datum unbekannt
| Tag | Name                                                     | Beruf, bekannt als                                                   | Alter | Beleg |
| --- | -------------------------------------------------------- | -------------------------------------------------------------------- | ----- | ----- |
|     | Ernst Abel                                               | deutscher Cembalist, Bratschist und Hofmusiker                       | ≈70   |       |
|     | Mychajlo Chanenko                                        | ukrainischer Kosak und Hetman der rechtsufrigen Ukraine              |       |       |
|     | Hermann Crombach                                         | deutscher Jesuit, Theologieprofessor und Kirchenhistoriker           |       |       |
|     | Johann Christoph II. von Degenfeld                       | Herr auf Neuhaus und Eulenhof, zu Ehrstädt und Waibstadt             |       |       |
|     | Johann Friedrich Fritsch                                 | Buchhändler und Verleger                                             |       |       |
|     | Giovanni Fulco                                           | italienischer Maler                                                  |       |       |
|     | Egbert van Heemskerk I                                   | niederländischer Maler                                               |       |       |
|     | Hotta Masanobu                                           | Daimyō des Sakura-han in Japan                                       |       |       |
|     | Li Yu                                                    | chinesischer Schausteller und Schriftsteller                         |       |       |
|     | Philipp Salentin von Manderscheid-Blankenheim-Gerolstein | deutscher römisch-katholischer Geistlicher, Domherr in Köln          |       |       |
|     | Nathan von Gaza                                          | jüdischer Religionsphilosoph                                         |       |       |
|     | Pietro Orsolino                                          | Architekt, Baumeister und Maurermeister                              |       |       |
|     | Frans Post                                               | niederländischer Maler                                               |       |       |
|     | Bolo von Ripperda                                        | Häuptling und Präsident der Ostfriesischen Landschaft                |       |       |
|     | Thomas Rolfe                                             | einziger Sohn von Pocahontas und ihrem britischen Ehemann John Rolfe |       |       |
|     | Dirck Dircksz Santvoort                                  | niederländischer Maler                                               |       |       |
|     | Ludwig von Siegen                                        | Tiefdrucker, Künstler                                                |       |       |
|     | Iwan Sirko                                               | ukrainischer Kosakenführer                                           |       |       |
|     | Hartwig von Spreckelsen                                  | deutscher Jurist, Hamburger Ratsherr und Amtmann in Ritzebüttel      | 56    |       |
|     | Meir Stern                                               | Rabbiner, Kabbalist                                                  |       |       |
|     | Sultan ibn Saif I.                                       | Imam von Oman (1649–1680)                                            |       |       |
|     | Otto Tachenius                                           | deutscher Arzt und Alchemist                                         |       |       |